# Čistye prudy (film)
Čistye prudy (Чистые пруды) è un film del 1965 diretto da Aleksej Nikolaevič Sacharov.